# Turnul Pompierilor din Satu Mare
Turnul Pompierilor are o înălțime totală de 47 m și o înalțime cursivă de 34 m, a fost construit în anul 1904 din inițiativa episcopului Gyula Meszlényi, fiind proiectat de Ferencz Dittler și construit de Lajos Vajnay. Datorită înălțimii, turnul oferea o privire de ansamblu asupra orașului fiind folosit în acest sens pentru prevenirea incendiilor și protecția împotriva lor. Astăzi, turnul este un obiectiv turistic de mare atracție fiind vizitat zilnic de ca. 50 de vizitatori..
Programul de vizitare este zinlic între orele 16.00 și 21.00, cu excepția zilei de luni.

## Istoric
În secolul al XIX-lea, depistarea incendiilor se făcea din turnul Catedralei Catolice și din turnul vechii primării. În anul 1900, autoritățile au dispus demolarea clădirii primăriei, cunoscută și sub numele de Casa cu Turn. În locul acesteia a fost construit Hotelul Dacia. 
În anii 1903 - 1904 episcopul romano-catolic de Satu Mare, Meszlényi Gyula investește 20.000 de coroane de aur pentru a muta postul de supraveghere din turnul catedralei romano-catolice, construind astfel Turnul Pompierilor.
Prima antenă radio din Satu Mare a fost montată pe Turnul Pompierilor în 1925. În 1931, în timpul unui foc de artificii, a avut loc un accident mortal în interiorul turnului. În 1939, comandantul pompierilor din Satu Mare, Cioaca Marin, a propus demolarea Turnului Pompierilor, considerând că ar putea deveni o țintă periculoasă în cazul unui atac aerian și ar pune în pericol clădirile din jur. Primarul Moiș Victor a luat în serios această propunere și chiar a convocat o comisie pentru analiză. În cele din urmă, turnul a scăpat de demolare, la fel cum a supraviețuit și bombardamentelor din timpul celui de-al Doilea Război Mondial, deși schijele bombelor au lăsat 33 de urme pe pereții săi. 
După ce telefonul s-a răspândit pe scară largă în Satu Mare, Turnul Pompierilor și-a pierdut destinația inițială și a devenit un obiectiv turistic. Chiar și în anii ’50-’60, acesta putea fi vizitat, iar pentru o sumă modică, un cizmar care lucra în apropiere le dădea cheia vizitatorilor mai insistenți, până la reorganizarea administrativă din 1968. În anii ’70, accesul în turn nu mai era permis. Se spunea că devenise periculos, doar că nimeni nu înțelegea atunci de ce antenele Ministerului de Interne și ale Securității se aflau totuși pe acoperișul său, având în vedere că verificarea, întreținerea și renovarea lor periodică erau inevitabile. 
La cumpăna dintre milenii, Turnul Pompierilor a ajuns într-o stare deplorabilă, motiv pentru care administrația orașului , sub mandatul primarului Iuliu Ilyés, a decis să-l renoveze la centenarul construcției turnului. Lucrările exterioare și interioare au început în aprilie 2005: au fost consolidate structura turnului și scările, pereții au fost izolați și vopsiți. În partea superioară a clădirii a fost amenajată o platformă de observație, de unde se poate admira o panoramă splendidă a orașului. Turnul Pompierilor renovat a fost redeschis publicului pe 13 septembrie 2005, cu ocazia Zilei Pompierilor.
După renovare, Turnul Pompierilor a aparținut Muzeului Județean Satu Mare. În 2017, operarea monumentului a fost preluată de Centrul Cultural G. M. Zamfirescu.  Din primăvară până toamnă funcționează ca punct de belvedere și poate fi vizitat zilnic, cu excepția zilei de luni. Totodată, este un adevărat loc de întâlnire al comunității, deoarece în parcul dr. Fátyol Rudolf, care înconjoară turnul, se organizează numeroase evenimente culturale și de agrement.